# دستگاه مختصات استوایی

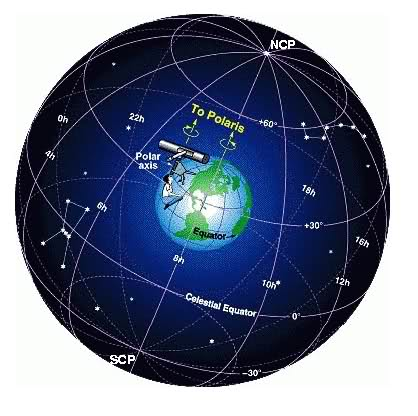
مَیل و بُعد در مختصات استوایی

دستگاه مختصات استوایی از جمله دستگاه‌های مختصات سماوی است که بیشترین و عمومی‌ترین کاربرد را دارد.
برای درک این سیستم می‌توانید تصور کنید که مدارات عرض و نصف‌النهارهای جغرافیایی بر روی زمین (دوایر فرضی، که برای اندازه‌گیری طول و عرض جغرافیایی یکاووبادرو نقطه بر روی زمین مشخص شده‌اند) به مبدأ مرکز زمین بر روی کرهٔ سماوی تصویر شده باشند. (کرهٔ سماوی، کره‌ای است فرضی به مرکز زمین و شعاع بی‌نهایت که ستارگان و اجرام سماوی بر روی سطح آن تصویر شده‌اند)
حال دایره‌ای که از امتداد دایرهٔ استوای زمین به مرکز زمین و شعاع بی‌نهایت به دست می‌آید، استوای سماوی نامیده می‌شود؛ و به آن مَیل صفر درجه را نسبت می‌دهیم (مانند عرض صفر درجه بر روی استوا. تصویر مدارات عرض جغرافیایی بر روی کرهٔ سماوی نیز مدارات میل را مشخص می‌کند، که از ۰ درجه تا ۹۰+ درجه در نیم کرهٔ شمالی و از ۰ درجه تا ۹۰- در نیم کرهٔ جنوبی (۹۰+ درجه: میل قطب شمال سماوی و ۹۰- درجه: میل قطب جنوب سماوی) تغییر می‌کند.
تصویر نصف‌النهار جغرافیایی زمین بر کرِهٔ سماوی نیز دوایر ساعتی بُعد به وجود می‌آورند. همان‌طور که بر روی زمین نقطهٔ گرینویچ به عنوان نقطهٔ مبدأ (صفر) برای نصف‌النهارها و سنجش طول جغرافیایی به کار می‌رود، در این سیستم نیز از مکان ظاهری خورشید در اول فروردین ماه (اول سال نو) که به نام نقطهٔ اول حمل (y) نامیده شده، به عنوان مبدأ استفاده می‌شود و به آن بعد (RA) صفر نسبت می‌دهیم. بعد (RA) با واحد ساعت، دقیقه و ثانیه قوسی به سمت مشرق یا همچون طول جغرافیایی از ۰ درجه تا ۳۶۰ به سمت مغرب، از نقطه y سنجیده می‌شود.